# Virgilio Scarabelli
Virgilio Scarabelli Alertti (* 29. November 1868 in Montevideo; † 29. Juni 1959) war ein uruguayischer Geiger, Dirigent und Musikpädagoge.

## Leben
Der Sohn italienischer Einwanderer wuchs in Buenos Aires auf, studierte dort Musik und wurde Erster Geiger im Orchester des Teatro Colón. 1890 gründete er die Nueva Sociedad del Cuarteto. 1892 reiste er nach Europa und erhielt einen Vertrag als Geiger am Teatro Regio di Torino. Im Folgejahr wurde er Konzertmeister am Teatro dell’Opera di Roma. 1896 zog er auf Einladung von Camilo Giucci in seine Geburtsstadt Montevideo und arbeitete dort als Violinlehrer. Einer seiner Schüler war Eduardo Fabini. Mit diesem gründete er 1904 das Conservatorio Musical de Montevideo. 
Seit den späten 1910er Jahren widmete sich Scarabelli verstärkt dem Dirigieren. Mit dem Orquesta Nacional gab er in den 1920er Jahren mehrere Konzerte, und das Bildungsministerium berief ihn 1930 in die Nationale Kommission für die Hundertjahrfeier der uruguayischen Verfassung. Am 18. Juli 1930 leitete er mit anderen prominenten Künstlern das Konzert im Palacio Legislativo anlässlich dieser Feier. 1931 wurde er Leiter des Sinfonieorchesters des Servicio Oficial de Difusión Radio Eléctrica (SODRE). 
1934 wurde er Inspektor für Musik und Chorgesang im Grundschulbereich, 1937 auch für Chorgesang im Sekundarschulbereich. Das Consejo de Enseñanza Secundaria ernannte ihn 1949 zum Inspektor für Chorgesang und Musikkultur. Diese Funktion nahm er bis 1953 wahr. In Uruguay tragen heute mehrere Schulen und Musikschulen Scarabellis Namen, ebenso in Montevideo die Plaza Virgilio Scarabelli, eine Grünanlage in der Nähe des Aeropuerto Internacional Ángel Adami.